# Nightrain
Nightrain – piosenka amerykańskiej hardrockowej grupy Guns N’ Roses napisana pod koniec lat 80. Trzecia ścieżka na debiutanckim albumie Appetite for Destruction wydanym w 1987 roku. Chociaż utwór ten został wydany również jako singel, nie został zawarty na kompilacji Greatest Hits. Utwór dotarł do 93. miejsca amerykańskiego notowania Billboard.
Piosenka ta jest hołdem dla niezbyt popularnej marki taniego kalifornijskiego wina, Night Train Express, które było bardzo popularne wśród członków zespołu w pierwszych latach jego działalności, głównie ze względu na niską cenę oraz wysoką procentową zawartość alkoholu.